# 竟陵八友
竟陵八友是指南北朝時南齊武帝永明年間，竟陵王蕭子良召集的“文學之士”蕭衍、沈約、謝朓、王融、蕭琛、范雲、任昉、陸倕等八人，文學史上稱「竟陵八友」，他們最大的貢獻是創立了永明體。蕭衍日後建國南梁，並被尊為梁武帝。
逯钦立的《先秦汉魏晋南北朝诗》和严可均的《全上古三代秦汉三国六朝文》收錄作品最为详备。

## 評價
萧纲《与湘东王书》称：“近世谢脁、沈约之诗，任昉、陆倕之笔，斯实文章之冠冕、述作之楷模。”

## 研究書目
- 田曉菲：《烽火與流星：蕭梁王朝的文學與文化》（北京：中華書局，2010）。